# Pepe Pozas
José Pozas Checa, detto Pepe (Malaga, 14 maggio 1992), è un cestista spagnolo.

## Carriera
Cresciuto nelle giovanili del Málaga, ha esordito in Liga ACB con la prima squadra nel 2011. Dal 2009 gioca stabilmente in prestito al Club Baloncesto Axarquía, società associata proprio al Málaga.
Nel suo palmarès figura la vittoria ai FIBA EuroBasket Under-20 2011 e il bronzo ai FIBA EuroBasket Under-20 2012.